# Synesthesia – I Think in Colours
Synesthesia – I Think in Colours (englisch für „Synästhesie – Ich denke in Farben“) ist das Debüt-Studioalbum des deutschen DJs und Produzenten Alle Farben, das im Mai 2014 erschien.

## Entstehung und Veröffentlichung
Die Erstveröffentlichung von Synesthesia – I Think in Colours erfolgte am 23. Mai 2014 bei B1 Recordings. Das Album erschien als CD (Katalognummer: 88843076312) und LP (Katalognummer: 88843076321) sowie zum Download und Streaming mit 13 Titeln. Zum gleichen Zeitpunkt erschien eine digitale Deluxeversion mit zwei Remixversion zu She Moves (Far Away) als Bonustitel. Das Frontcover des Albums gestaltete der Künstler Ash White.
Geschrieben und produziert wurden die Lieder von Alle Farben (Frans Zimmer) selbst, zusammen mit wechselnden Liedtextern, Komponisten und Musikproduzenten. Zwei Lieder des Albums singt der Neuseeländer Graham Candy, der ihm von seinem Gitarristen Philipp Thimm als Sänger vorgeschlagen wurde, die meisten Lieder singt die Dänin Jenny Rossander (Lydmor), die Alle Farben in Utrecht kennenlernte, ein Lied interpretiert der in Toronto geborene Musiker Sway Clarke II. Ein Lied des Albums ist nach einem von Zimmers Lieblingsbüchern benannt; Metaphysik der Röhren von Amélie Nothomb.

## Titelliste
1. Intro – 2:38
2. Leaves – 3:32
3. Down – 4:44
4. She Moves (Far Away) (feat. Graham Candy) – 3:17
5. Synesthesia – 6:28
6. Blue – 4:34
7. Sometimes (feat. Graham Candy) – 3:24
8. Because of You (feat. Lydmor) – 3:49
9. On and On (feat. Lydmor) – 3:25
10. Lonely Land (feat. Sway Clarke II) – 3:24
11. Face to Facebook – 4:02
12. D. Punk – 4:05
13. Metaphysik der Röhren – 6:56

Bonustitel
1. She Moves (Far Away) (feat. Graham Candy) (Bakermat Remix) – 5:23
2. She Moves (Far Away) (feat. Graham Candy) (Goldfish Dub Mix) – 7:18

## Chartplatzierungen
| ChartsChartplatzierungen | Höchstplatzierung | Wochen |
| ------------------------ | ----------------- | ------ |
| Deutschland (GfK)        | 20 (9 Wo.)        | 9      |
| Österreich (Ö3)          | 54 (1 Wo.)        | 1      |
| Schweiz (IFPI)           | 40 (2 Wo.)        | 2      |